# Josué Sá
Josué Humberto Gonçalves Leal de Sá oder kurz Josué Sá (* 17. Juni 1992 in Lissabon) ist ein portugiesischer Fußballspieler.

## Karriere

### Verein
Josué Sá durchlief die Nachwuchsabteilungen Sporting Lissabon und Vitória Guimarães, ehe er 2011 beim letztgenannten seine Profikarriere startete. Hier wurde er nach seinem Profivertrag gleich an GD Chaves ausgeliehen und spielte anschließend zwei Jahre für die Reservemannschaft Vitória Guimarães’.
Im Sommer 2017 wechselte er zum belgischen Verein RSC Anderlecht. Zur Spielzeit 2018/19 wurde Josué Sá an den türkischen Erstligisten Kasımpaşa Istanbul ausgeliehen.
Nachdem Sá in den ersten fünf Spielen der Saison 2019/20 beim RSC Anderlecht nicht im Spieltagskader stand, wurde für den Rest der Saison eine Ausleihe mit anschließender Kaufoption zum spanischen Verein SD Huesca in der Segunda División, der zweithöchsten Liga, vereinbart. Er bestritt 26 von 41 möglichen Ligaspielen und ein Pokalspiel für Huesca. Der Verein stieg am Ende der Saison in der oberste Liga auf. Bis zum Saisonende wurde aber die Kaufoption nicht ausgeübt, so dass Sá zunächst zum RSC Anderlecht zurückkehrte.
In der neuen Saison 2020/21 stand er bei keinem Spiel des RSC Anderlecht im Spieltagskader. Anfang Oktober 2020 wechselte er zum bulgarischen Verein Ludogorez Rasgrad, nachdem dieser sich für die Gruppenphase der Europa League qualifiziert hat.

### Nationalmannschaft
Josué Sá startete seine Länderspielkarriere im 2010 mit einem Einsatz für die portugiesische U-18-Nationalmannschaft. Anschließend durchlief er bis zur portugiesische U-21-Nationalmannschaft alle nachfolgenden Juniorennationalmannschaften Portugals.